# Gustaf Magnus Armfelt
Gustaf Gustavovitj Magnus Armfelt, född 2 april 1792 i Helsingfors, död 8 juli 1856 i Helsingfors, var en finländsk generallöjtnant, landshövding, senator och greve i släkten Armfelt.

## Biografi
Armfelts föräldrar var general Gustaf Mauritz Armfelt (1757–1814) och grevinnan Hedvig Ulrika De la Gardie (1761–1832). Han gick i militärskola i Berlin och blev 1809 kornett av den svenska arméns ridsportsvakt. Armfelt avgick dock från den svenska armén, flyttade till Finland och gick 1811 in i den ryska arméns tjänst som underlöjtnant. Från 1812 tjänstgjorde han vid 3:e finska jägarregementet och deltog i kriget mot Napoleon 1812–1815. Armfelt blev löjtnant 1812, underkapten 1813 och kapten 1814. Han avgick från tjänsten 1816 som överstelöjtnant, men återvände till armén redan 1817. Armfelt tjänstgjorde från 1817 till 1819 3. I staben för Viborgbataljonen vid Finska jägarregementet och därefter 1819–1820 som förste adjutant vid finska kårens division vid finska divisionens högkvarter och som sidosadjutant hos kejsaren. Han var då 1. Kommendör för Finlands infanteriregemente 1820–1827 och 2. Kommendör för Finlands precisionsskyttebrigad 1827–1830 fram till dess att finska armén upplöstes. Armfelt befordrades till överste 1819 och generalmajor 1828. Han avgick från armétjänsten som verkligt statsråd 1830.
Armfelt var landshövding i Vasa län 1830–1832 och landshövding i Nylands län 1832–1847. Han blev kammarherre vid kejserliga hovet 1831 och befordrades till generallöjtnant 1834. Armfelt var senast ledamot av senatens finansavdelning 1847–1853 och generalinspektör för de finska skarpskyttebataljonerna 1854–1855. Fram till 1852 ägde han Elimo gård i Pojo socken och sedan Käpylä gård i Helsingfors.

## Familj
Armfelt var från 1819 gift med den engelska kvinnan Louise Cuthbert-Brooke (1801–1865) vars far var överste Thomas Brooke från den engelska armén.
- Gustaf Wilhelm Artur (1821–1880), generalmajor.[1]
- Matilda Hedvig Sara (1822–1862) som gifte sig med baron Frederik Anton Ferdinand Hartwig Wedel-Jarlsberg (1807–1870).
- Adelaide Auguste Wilhelmine (1825–1871) som gifte sig med Georg Jakob Erik Gripenwaldt (1823–1862)
- Olga Lovisa Axelina (1828–1855). Olga tjänstgjorde som hovfröken vid det Svenska hovet och blev där föremål för den blivande kungen Oscar II:s känslor. Olga åkte dock tillbaka till Finland och gifte sig med sin syssling August Magnus Gustaf Armfelt (1826–1894).[2][3]

## Utmärkelser
- Riddare av Sankt Annas orden, 4:e klass (1813)[förtydliga]
- Riddare av Svärdsorden (1813)
- Riddare av Sankt Vladimirs orden, 4:e klass (1813)
- Riddare av Pour le Mérite (1814)
- Riddare av Sankt Stanislaus orden, 1:a klass (1833)
- Riddare av Sankt Annas orden, 1:a klass (1836)
- Riddare av Sankt Vladimirs orden, 2:a klass (1843)
- Riddare av Sankt Georgsorden, 4:e klass (1843)
- Kommendör av Svärdsorden (1843)
- Kommendör med stora korset av Svärdsorden (1847)
- Riddare av Vita örnens orden (1850)
- Riddare av Malteserorden

## Galleri

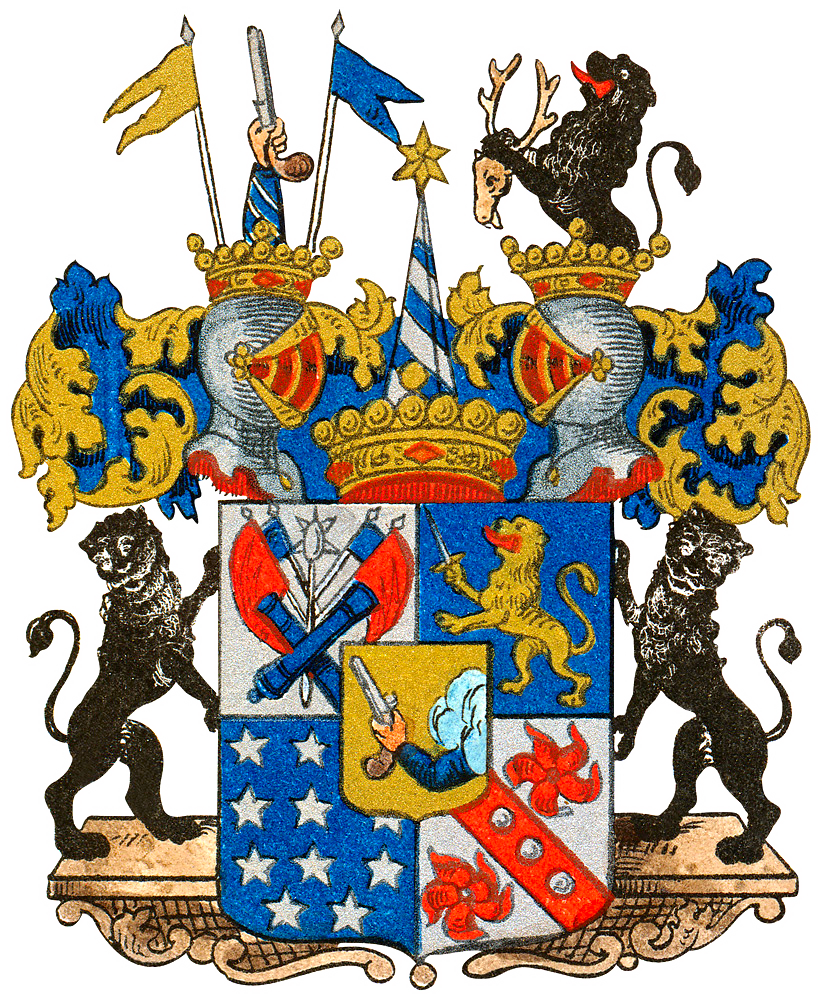
Friherrliga ätten Armfelts vapen.
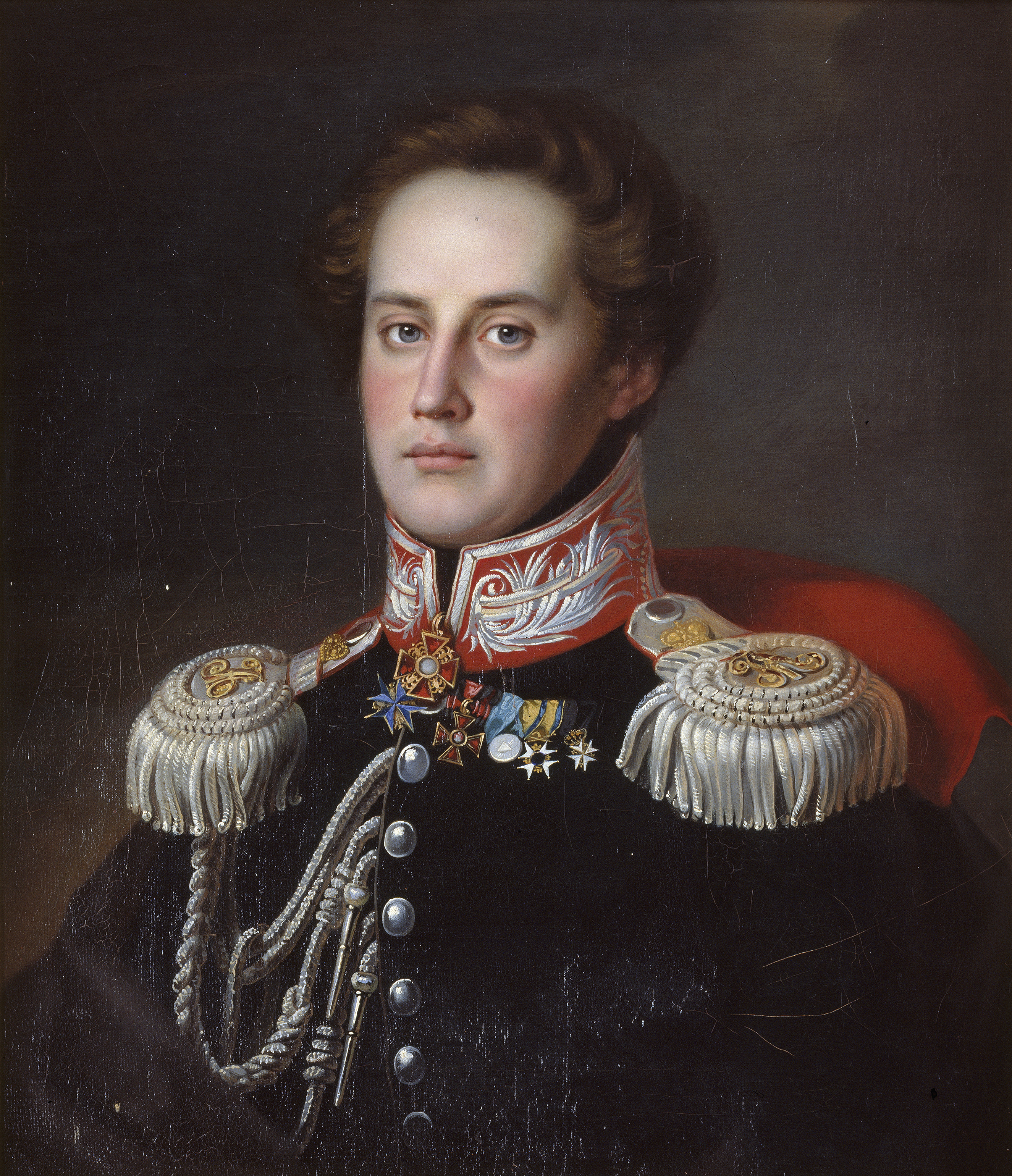
Överste Gustaf Magnus Armfelt iklädd omkring 1819.
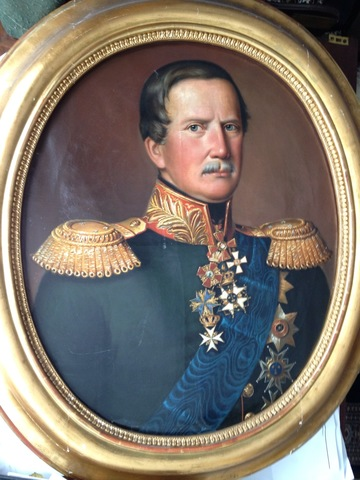
Generallöjtnant Gustaf Magnus Armfelt omkring 1843.